# Floresta do Piauí
Floresta do Piauí est une municipalité brésilienne située dans l'État du Piauí.